# Susie Scanlan
Susie Scanlan (n. 4 iunie 1990, South St. Paul⁠(d), Minnesota, SUA) este o scrimeră americană, medaliată olimpică. A participat la o ediție a Jocurilor Olimpice (2012) în care a câștigat o medalie de bronz.

## Participări
Lista de mai jos prezintă principalele competiții la care a participat Susie Scanlan de-a lungul carierei.
- Spadă feminin pe echipe la Jocurile Olimpice de vară din 2012